# 1879 en Colombie-Britannique
Chronologie de la Colombie-Britannique
- 1875
- 1876
- 1877
- 1878
- 1879
- 1880
- 1881
- 1882
- 1883

Cette page concerne des événements qui se sont produits durant l'année 1879 dans la province canadienne de Colombie-Britannique.

## Politique
- Premier ministre : George Anthony Walkem
- Lieutenant-gouverneur : Albert Norton Richards
- Législature : 3e

## Événements
- 29 janvier - ouverture de la deuxième session de la troisième législative de la Colombie-Britannique.
- 29 avril - la session est prolongée pour douze mois.
- 29 septembre - le conservateur Francis Jones Barnard (en) est élu député fédéral de Yale à la suite de la démission d'Edgar Dewdney qui devient le Commissaire aux affaires indiennes pour les Territoires du Nord-Ouest le 30 mai dernier.
- 29 octobre - George Ferguson est élu député provincial de Cariboo à la suite de la mort de John Evans

## Décès
- 25 août - John Evans, député provincial de Cariboo (1875-1879).